# Coiffaiteuma turdetanorum
Coiffaiteuma turdetanorum är en mångfotingart som beskrevs av Jean-Paul Mauriès 1964. Coiffaiteuma turdetanorum ingår i släktet Coiffaiteuma och familjen Chamaesomatidae. Inga underarter finns listade i Catalogue of Life.